# Believe in Me (album de Duff McKagan)
Pour les articles homonymes, voir Believe in Me.
Albums de Duff McKagan
Beautiful Disease
(1999)
Singles
1. Believe in Me
Sortie : 1993

Believe in Me est le premier album solo du bassiste américain Duff McKagan. Il est sorti le 28 septembre 1993 sur le label Geffen Records et a été produit par McKagan et Jim Mitchell.
L'album s'est vendu à plus de 100 000 exemplaires dans le monde

## Historique
Cet album fut enregistré au cours de l'année 1993 dans plusieurs studios différents, les studios Conway, A&M & Record Plant de Los Angeles, les studios Goodnight Dallas de Dallas, les studios Colorado Sound de Westminster, les studios Triad de Redmond et les studios Townhouse et Olympic à Londres.
Beaucoup d'invités jouent sur cet album, les collègues de Guns N' Roses, Slash, Matt Sorum, Gilby Clarke et Dizzy Reed, les potes de Skid Row, Sebastian Bach, Rob Affuso et Snake Sabo mais aussi Lenny Kravitz et Jeff Beck. West Arkeen qui composa aussi pour les Guns, joue aussi de la guitare sur l'album et compose avec Duff le titre Man in the Meadow.
Un unique single fut commercialisé, le titre Believe in Me, il comprenait aussi  Bambi une reprise de Prince et Cracked Actor une reprise de David Bowie. Man in the Meadow, I Love You et Punk Rock Songs furent aussi réalisés comme single mais uniquement pour la promotion radiophonique de l'album.
Cet album se classa à la 137e place du Billboard 200 aus États-Unis.

## Liste des titres
| No  | Titre                     | Auteur                    | invité(s)                            | Durée |
| --- | ------------------------- | ------------------------- | ------------------------------------ | ----- |
| 1.  | Believe in Me             | Duff McKagan              | Slash                                | 3:21  |
| 2.  | I Love You                | McKagan                   |                                      | 4:12  |
| 3.  | Man in the Meadow         | McKagan, West Arkeen      | West Arkeen                          | 4:46  |
| 4.  | (Fucked Up) Beyond Relief | McKagan, Matt Sorum       | Jeff Beck, Matt Sorum                | 3:26  |
| 5.  | Could It Be You           | McKagan                   | Dizzy Reed                           | 3:07  |
| 6.  | Just Not There            | McKagan, Joie Mastrokalos | Slash                                | 3:54  |
| 7.  | Punk Rock Songs           | McKagan                   |                                      | 1:37  |
| 8.  | The Majority              | McKagan                   | Lenny Kravitz                        | 3:07  |
| 9.  | 10 Years                  | McKagan, Gilby Clarke     | Gilby Clarke                         | 4:27  |
| 10. | Swamp Song                | McKagan                   | Jeff Beck, Arkeen                    | 3:03  |
| 11. | Trouble                   | McKagan                   | Sebastian Bach, Snake Sabo           | 3:11  |
| 12. | Fuck You                  | McKagan, Doc Newman       | Doc Newman, Rob Affuso, Reed, Arkeen | 3:22  |
| 13. | Lonely Tonite             | Mckagan                   | Snake Sabo                           | 3:02  |

## Musiciens
- Duff McKagan: chant, basse, guitare rythmique, guitare acoustique 12 cordes, guitare Leslie, batterie, percussions, claviers, chœurs

avec
- Lenny Kravitz: chant sur The Majority
- Sebastian Bach: chant et chœurs sur Trouble
- Doc Newman: chant sur Fuck You
- Slash: guitare solo sur  Believe in Me et Just Not There
- Jeff Beck: guitare rythmique et solo sur (Fucked Up) Beyond Relief et Swamp Song
- Gilby Clarke: guitare acoustique 6 et 12 cordes, rythmique et solo, chœurs sur 10 Years
- West Arkeen: guitare, acoustique, rythmique et solo sur Man in the Meadow, guitare solo sur Fuck You
- Snake Sabo: guitare rythmique et solo sur Trouble, guitare solo sur Lonely Tonite
- Matt Sorum: batterie sur (Fucked Up) Beyond Relief
- Dizzy Reed: claviers sur Could It Be U, piano sur Fuck You, chœurs sur Trouble
- Teddy Andreadis: claviers sur Man in the Meadow, (Fucked Up) Beyond Relief
- Suicide Horns: instruments à vent sur Lonely Tonite
- Joie Masstrokalos: chœurs sur Fuck You
- Bobbie Brown-Lane: chœurs sur Believe in Me
- London McDaniel: chœurs sur Man in the Meadow, percussions sur The Majority
- A&M Choir: chœurs sur The Majority
- Sam & Billy Nasty sur Trouble

## Charts
| Pays        | Durée du classement | Meilleur classement |
| ----------- | ------------------- | ------------------- |
| Allemagne   | 5 semaines          | 78e                 |
| Autriche    | 1 semaine           | 36 e                |
| Canada      | 4 semaines          | 53 e                |
| États-Unis  | 2 semaines          | 137e                |
| Royaume-Uni | 2 semaines          | 27e                 |
| Suède       | 4 semaines          | 11e                 |
| Suisse      | 2 semaines          | 32e                 |

## références
1. 1 2 3 4  hitparade.ch/duff-mckagan/believe-in-me
2. ↑  bac-lac.gc.ca/Rpm/search database
3. ↑  billboard.com/duff McKagan/chart history/billboard 200
4. ↑  officialcharts.com/duff mckagan/albums